# Naomi Sastra
Naomi Sastra is een Surinaams zangeres. Ze zong rond de tien jaar in South South West. Ze zong tijdens SuriPop in 2010 en 2022 met composities die respectievelijk de tweede en eerste prijs van het festival bereikten. In 2024 gaf ze haar eerste twee soloconcerten in het Assuria Event Center.

## Biografie
Naomi Sastra begon haar zangcarrière aan het eind van de jaren 1990, met optredens op diverse plaatsen, waaronder in het casino. Als jongeling won ze het Nationaal Scholieren Songfestival.
Van circa 2006 tot 2016 zong ze voor South South West, die ook in het buitenland optrad, waaronder in de uitzending van Raymann is Laat in 2007 in Nederland. Ze werd gekozen als een van de vertolkers van het Carifestalied waarmee ze in 2013 optrad toen het internationale culturele festival Carifesta XI in Suriname werd georganiseerd.
Tijdens SuriPop XVI in 2010 zong ze Wan bigi lobi dat door Harold Gessel was geschreven en dat op de tweede plaats eindigde. Tijdens SuriPop XXI in 2022 zong ze Dya mi de van het componistenduo Rudi & Eunice Fernand. Deze compositie werd dat jaar gekozen tot winnende lied.
Tijdens de uitreiking van de Su Music Awards van 2023 werd ze de winnaar van de Motivational Female Award. Ze ging dat jaar ook voor optredens naar Nederland als lid van de SuriToppers en maakte deel uit van de Surinaams-Nederlandse gelegenheidsformatie van 26 personen die het lied Wi na Sranan uitvoerden.
Op 26 en 27 april 2024 gaf ze haar eerste twee soloconcerten. De shows vonden plaats in het Assuria Event Center en werden georganiseerd door Max Karto die haar hiervoor vroeg. Op het podium werd ze vergezeld door gastoptredens van Bryan Bijlhout, Benjamin Fayah en Maroef Amatstam.